# Kvalifikacije za Svjetsko prvenstvo u nogometu 1998. (UEFA) – skupina 1
Skupina 1 bila je jedna od devet kvalifikacijskih skupina za nogometno SP u Francuskoj 1998. godine. Kao pobjednik skupine izravno se kvalificirala Danska, a Hrvatska kojoj su ovo bile prve kvalifikacije za SP (kao i Bosni i Hercegovini i Sloveniji) drugim je mjestom izborila dodatne kvalifikacije koje su joj namijenile Ukrajinu. Prva utakmica odigrana je u Zagrebu 29. listopada 1997. Hrvatska je pobijedila 2:0 pogocima Bilića u 11. i Vlaovića u 49. minuti. U drugoj utakmici u Kijevu 15. studenog bilo je 1:1. Strijelac za Ukrajinu bio je Ševčenko u 5., a za Hrvatsku Bokšić u 27. minuti. Hrvatska je izborila nastup na svom prvom SP-u i osvojila broncu što ju je učinilo najboljim debitantom u povijesti svjetskih prvenstava.
Pošto sarajevski stadion Asim Ferhatović Hase još nije bio obnovljen, utakmica BiH i Hrvatske 8. listopada 1996. odigrana je u Bologni, na stadionu Renato Dall'Ara.
| \| Momčad \| Uta. \| Pob. \| Izj. \| Por. \| PoP \| PrP \| RP \| Bod. \| \| ------------------- \| ---- \| ---- \| ---- \| ---- \| --- \| --- \| --- \| ---- \| \| Danska \| 8 \| 5 \| 2 \| 1 \| 14 \| 6 \| +8 \| 17 \| \| Hrvatska \| 8 \| 4 \| 3 \| 1 \| 17 \| 12 \| +5 \| 15 \| \| Grčka \| 8 \| 4 \| 2 \| 2 \| 11 \| 4 \| +7 \| 14 \| \| Bosna i Hercegovina \| 8 \| 3 \| 0 \| 5 \| 9 \| 14 \| –5 \| 9 \| \| Slovenija \| 8 \| 0 \| 1 \| 7 \| 5 \| 20 \| –15 \| 1 \| 24. travnja 1996. - Grčka – Slovenija 2:0 1. rujna 1996. - Slovenija – Danska 0:2 - Grčka – Bosna i Hercegovina 3:0 8. listopada 1996. - Bosna i Hercegovina – Hrvatska 1:4 9. listopada 1996. - Danska – Grčka 2:1 10. studenog 1996. - Hrvatska – Grčka 1:1 - Slovenija – Bosna i Hercegovina 1:2 29. ožujka 1997. - Hrvatska – Danska 1:1 2. travnja 1997. - Hrvatska – Slovenija 3:3 - Bosna i Hercegovina – Grčka 0:1 30. travnja 1997. - Danska – Slovenija 4:0 - Grčka – Hrvatska 0:1 8. lipnja 1997. - Danska – Bosna i Hercegovina 2:0 20. kolovoza 1997. - Bosna i Hercegovina – Danska 3:0 6. rujna 1997. - Hrvatska – Bosna i Hercegovina 3:2 - Slovenija – Grčka 0:3 10. rujna 1997. - Danska – Hrvatska 3:1 - Bosna i Hercegovina – Slovenija 1:0 11. listopada 1997. - Grčka – Danska 0:0 - Slovenija – Hrvatska 1:3 1. |      |      |      |      |     |     |     |      |
| Momčad | Uta. | Pob. | Izj. | Por. | PoP | PrP | RP  | Bod. |
| Danska | 8    | 5    | 2    | 1    | 14  | 6   | +8  | 17   |
| Hrvatska | 8    | 4    | 3    | 1    | 17  | 12  | +5  | 15   |
| Grčka | 8    | 4    | 2    | 2    | 11  | 4   | +7  | 14   |
| Bosna i Hercegovina | 8    | 3    | 0    | 5    | 9   | 14  | –5  | 9    |
| Slovenija | 8    | 0    | 1    | 7    | 5   | 20  | –15 | 1    |